# Madelia (Minnesota)
Madelia – miasto w Stanach Zjednoczonych, w stanie Minnesota, w hrabstwie Watonwan.